# Cercospora physalidis
Cercospora physalidis är en svampart som beskrevs av Ellis 1882. Cercospora physalidis ingår i släktet Cercospora och familjen Mycosphaerellaceae.   Inga underarter finns listade i Catalogue of Life.